# Janusz Pawłowski
Janusz Pawłowski   (Sopot, 20 de juliol de 1959) és un judoka polonès, ja retirat, que va competir durant les dècades de 1970 i 1980.
El 1980 va prendre part en els Jocs Olímpics d'Estiu de Moscou, on guanyà la medalla de bronze en la competició del pes semi lleuger del programa de judo. Vuit anys més tard, als Jocs de Seül, després de perdre's els Jocs de Los Angeles de 1984 per culpa del boicot soviètic, va guanyar la medalla de plata en la mateixa competició en perdre la final contra el sud-coreà Lee Kyung-Keun.
En el seu palmarès també destaquen tres medalles de bronze en el Campionat del Món de judo i tres més en el Campionat d'Europa de judo. Una vegada retirat, el 1990, fou un destacat entrenador de judo que va dirigir, entre d'altres, la selecció polonesa entre el 1997 i el 1999.